# Téhéni-Sud
Téhéni-Sud est une localité située dans le département de Kpuéré de la province du Noumbiel dans la région Sud-Ouest au Burkina Faso.

## Santé et éducation
Le centre de soins le plus proche de Téhéni-Sud est le centre de santé et de promotion sociale (CSPS) de Kpuéré tandis que le centre médical avec antenne chirurgicale (CMA) de la province se trouve à Batié.